# Cosmic Wheels
| 전문가 평가              | 전문가 평가 |
| 평가 점수                | 평가 점수   |
| 출처                     | 점수        |
| ------------------------ | ----------- |
| Allmusic                 | [ 1 ]       |
| Christgau's Record Guide | C–          |

《Cosmic Wheels》는 영국의 싱어송라이터 도노반의 열 번째 스튜디오 음반이자 열한 번째 음반이다. 1973년 3월, 영국 (에픽 SEPC 65450)과 미국 (에픽 KE 32156)에서 발매되었다.

## 배경
도노반은 《HMS Donovan》의 노래에 담긴 아버지로서의 모습과 가정생활에 대한 성찰 이후 1972년 다시 대중음악으로 관심을 돌렸다. 〈Atlantis〉가 10위권에 진입한 지 3년이 지났다. 그 이후로 도노반은 밴드 오픈 로드와 함께 완만하게 성공한 음반과 영국 차트 진입에 실패했고 미국에서도 발매되지 않은 단독 동요 음반을 발매했다.
성공을 촉진하기 위해, 도노반은 미키 모스트를 그의 다음 음반에 프로듀서의 의무를 나누기 위해 데려왔다. Cosmic Wheels 세션은 영국 런던의 모건 스튜디오에서 녹음되었다. 그 당시 영국에서 글램 록은 티렉스, 앨리스 쿠퍼, 데이비드 보위와 같은 밴드들과 아티스트들에 의해 정의된 차트 상위권을 지배했다. 이 밴드들과 아티스트들 중 몇 명은 도노반이 그들의 음악에 중요한 영향을 미쳤다고 주장했다. 이 찬사는 이 장르의 차트 성공과 결합되어 《Cosmic Wheels》가 나아가야 할 음악적 방향에 큰 영향을 끼쳤다.
도노반이 《Cosmic Wheels》를 녹음하는 동안 앨리스 쿠퍼는 같은 스튜디오에서 1973년 음반 《Billion Dollar Babies》를 녹음하고 있었다. 앨리스 쿠퍼의 기타리스트 마이클 브루스는 도노반에게 앨리스 쿠퍼와 함께 타이틀곡에서 공동 리드 노래를 부르자고 제안했다. 도노반은 이에 동의했고, 그 결과 나온 노래는 《Billion Dollar Babies》를 미국 1위로 추진하는 데 도움을 주었다.
《Cosmic Wheels》는 미국과 영국 모두에서 20위 안에 들었고, 도노반의 이전 음반들과 같은 차트 성공을 누렸다. 1973년까지 음악 사업은 음반 중심의 록을 홍보하는 쪽으로 전환하여 싱글은 홍보와 판매량을 줄이는 쪽으로 기울었다. 〈I Like You〉의 편집된 형식이 미국에서 66위에 올랐고 도노반이 지금까지 차트 1위에 오른 마지막 싱글이 되었다.

## 곡 목록
모든 곡들은 도노반에 의해 작사/작곡하였다.
| #  | 제목                | 재생 시간 |
| -- | ------------------- | --------- |
| 1. | 〈Cosmic Wheels〉   | 4:02      |
| 2. | 〈Earth Sign Man〉  | 3:56      |
| 3. | 〈Sleep〉           | 3:48      |
| 4. | 〈Maria Magenta〉   | 2:12      |
| 5. | 〈Wild Witch Lady〉 | 4:27      |

| #  | 제목                           | 재생 시간 |
| -- | ------------------------------ | --------- |
| 1. | 〈The Music Makers〉           | 4:28      |
| 2. | 〈The Intergalactic Laxative〉 | 2:49      |
| 3. | 〈I Like You〉                 | 5:18      |
| 4. | 〈Only the Blues〉             | 3:13      |
| 5. | 〈Appearances〉                | 3:44      |